# Hockey Club Milano (hockey in-line)
L'Hockey Club Milano, fino al 2020 noto come Hockey Club Milano Quanta o Milano Quanta, è una società italiana di hockey in-line con sede a Milano. I suoi colori sociali sono il rosso e il blu ed è stato costituito nel 1996.
Nel suo palmarès annovera 36 titoli nazionali – 11 scudetti, 9 Coppe Italia, 3 Coppe FIRS e 10 Supercoppe italiane al maschile e 1 scudetto, 1 Coppa Italia e 1 Supercoppa italiane al femminile,– che ne fanno il club più titolato con alle spalle l'Asiago Vipers (20). A livello internazionale vanta invece 1 President Cup che rende il club il secondo più titolato d'Italia.

## Storia

### Le origini
Il 13 febbraio 1995 Umberto Quintavalle rileva la Società Sportivi Ghiaccio Milano. Il primo atto della nuova proprietà è la modifica della denominazione sociale della Società da Sportivi Ghiaccio Milano S.r.l in Hockey Club Milano 24 S.r.l. La storia dell’Hockey Club Milano 24 è quindi la prosecuzione naturale e legale dell’SGM.
Il primo campionato a cui partecipa il neonato club è la Serie A 1995-1996 di hockey su ghiaccio dove giunge seconda alle spalle dell'Hockey Club Bolzano; contro gli alto atesini verranno poi disputate le finali dei play-off che consegneranno lo scudetto al Bolzano. Nel 1996 inizia anche l'attività di hockey in-line partecipando al primo campionato italiano chiuso alle spalle di un'altra formazione milanese gli All Stars Milano. Dopo aver disputato un secondo campionato di hockey su ghiaccio il club, in disaccordo con la Federazione Italiana Sport del Ghiaccio cessa l'attività sul ghiaccio per dedicarsi completamente a quella in-line. Nel 1998-1999 viene conseguita la doppietta campionato e coppa Italia. Al termine della stagione però il club ritira la propria squadra seniores continuando solo con l'attività giovanile.

### Gli anni duemila

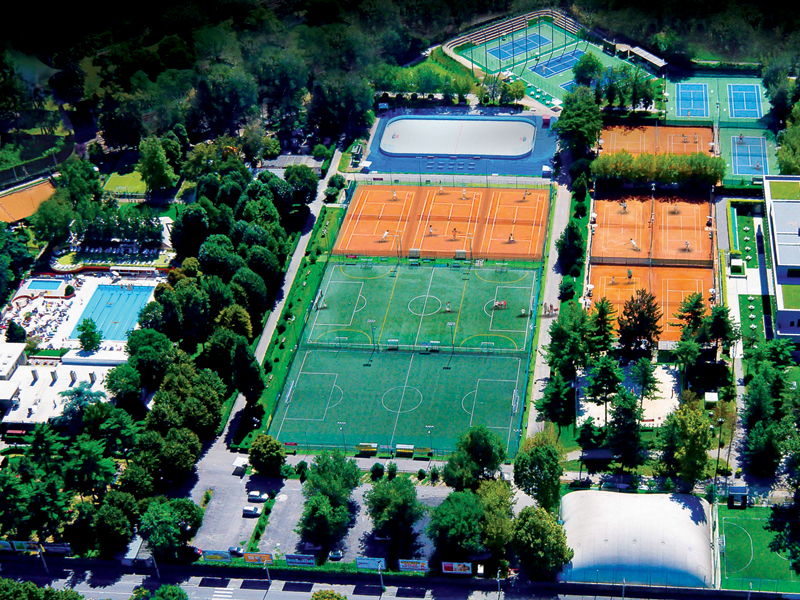
Il Quanta Sport Village

Dopo la rinuncia a disputare la serie A1 maturata l'annata precedente, il Milano disputerà solo le competizioni riservate alle proprie squadre giovanili. La squadra seniores riprenderà l’attività nella stagione 2003-2004 iscrivendosi al campionato di serie B. La squadra vincerà il suo girone e verrà promossa in serie A2. Nella serie cadetta il Milano rimarrà per due stagione; nel 2004-2005 fallirà la promozione che sarà ad appannaggio dell’Edera di Trieste; nel 2005-2006 invece il club meneghino centrerà il ritorno in massima serie a distanza di 7 anni dall’ultima apparizione. Nel 2006 il club assume la denominazione di ‘’Milano Quanta’’ grazie alla sponsorizzazione del Gruppo Quanta. I successivi anni del primo decennio degli anni 2000 vedranno il Milano ottenere dei buoni piazzamenti sempre dietro i Vipers di Asiago dominatori del campionato in quelle stagioni.

### Gli anni duemiladieci

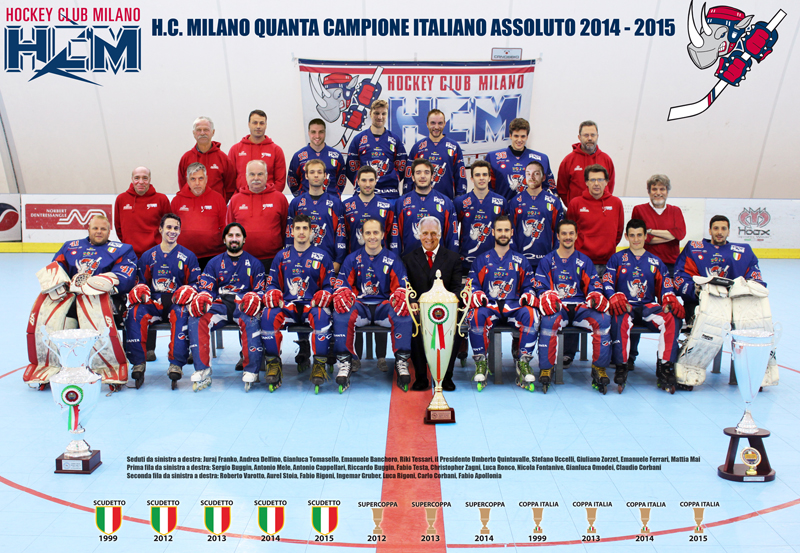
Il Milano Quanta campione d'Italia 2014-2015

Nel campionato 2010-2011 il Milano Quanta centra la terza piazza in classifica piazzamento che gli consente l'accesso ai play-off scudetto dove si ferma in semifinale contro i Ghosts Padova e dopo aver centrato la finale di Coppa Italia persa contro i Pirati Civitavecchia. Nel 2011-2012 i milanesi, dopo aver ottenuto il secondo posto in stagione regolare, vincono i play-off scudetto sconfiggendo in finale l'Edera Trieste laureandosi campioni d'Italia per la seconda volta nella storia dopo il titolo del 1998-1999. La Serie A1 2012-2013 vide invece un dominio del Milano che vinse la stagione regolare e nei play-off, dopo aver eliminato in semifinale i Ghosts Padova, vinsero il loro terzo titolo contro i Diavoli Vicenza. A completare il primo triplete della propria storia arrivarono i successi in Coppa Italia (il secondo titolo) e in supercoppa italiana (primo successo). Anche la stagione seguente vede continuare il dominio del club meneghino capace di vincere la stagione regolare senza sconfitte e chiudendo al primo posto; vincendo poi la finale dei play-off contro il Monleale con un perentorio 3 a 0, fregiandosi così del terzo scudetto consecutivo, il quarto in totale. Nella stessa stagione venne conquista la terza Coppa Italia e la seconda supercoppa centrando il secondo triplete consecutivo. La stagione 2014-2015 seguì lo stesso canovaccio con i rossoblu vincitori di tutte le competizioni nazionali. Il sesto titolo italiano arrivò nel 2015-2016 colto in finale dei play-off contro il Cittadella; nello stesso anno Milano centrò la vittoria per la quinta volta in Coppa Italia. Da segnalare la sconfitta patita in supercoppa ad opera del Cittadella che interruppe la serie di vittorie consecutive nella manifestazioni nazionali da parte del Milano. Nel 2016 Milano partecipa per la prima volta all'Eurolega dove viene eliminato in semifinale contro i futuri campioni del Rethel. La stagione successiva conferma l'egemonia in ambito nazionale con la conquista del settimo titolo, il sesto consecutivo; a questo si aggiunge la vittoria in Coppa Italia, in Coppa FIPH e, ad inizio di stagione e alla supercoppa. In ambito europeo invece il club viene eliminato alla fase a gironi di Eurolega retrocedendo in President Cup dove viene colto il primo alloro europeo vinto nella finale contro l'Olomouc Eagles. Nel 2017-2018 viene infilato l'ennesimo filotto di vittorie nelle competizioni nazionali con la conquista in particolare dell'ottavo scudetto, il settimo consecutivo eguagliando la striscia di vittorie dell'Asiago Vipers. Viene anche raggiunta la prima finale di Eurolega persa contro i Diables Rethelois. Nel 2018-2019 il Milano conquista il nono titolo vinto ai danni dei Diavoli Vicenza. Vicenza che però vince la Coppa Italia proprio contro Milano interrompendo una striscia di sei vittorie consecutive dei lombardi. A Roana arriva la seconda sconfitta in finale di Eurolega, stavolta con il Tigres de Garges. Chiude la decade la stagione 2019-2020 che però verrà interrotta a causa della pandemia di COVID-19 senza l'assegnazione dei principali tornei nazionali ed europei.

### Gli anni duemilaventi

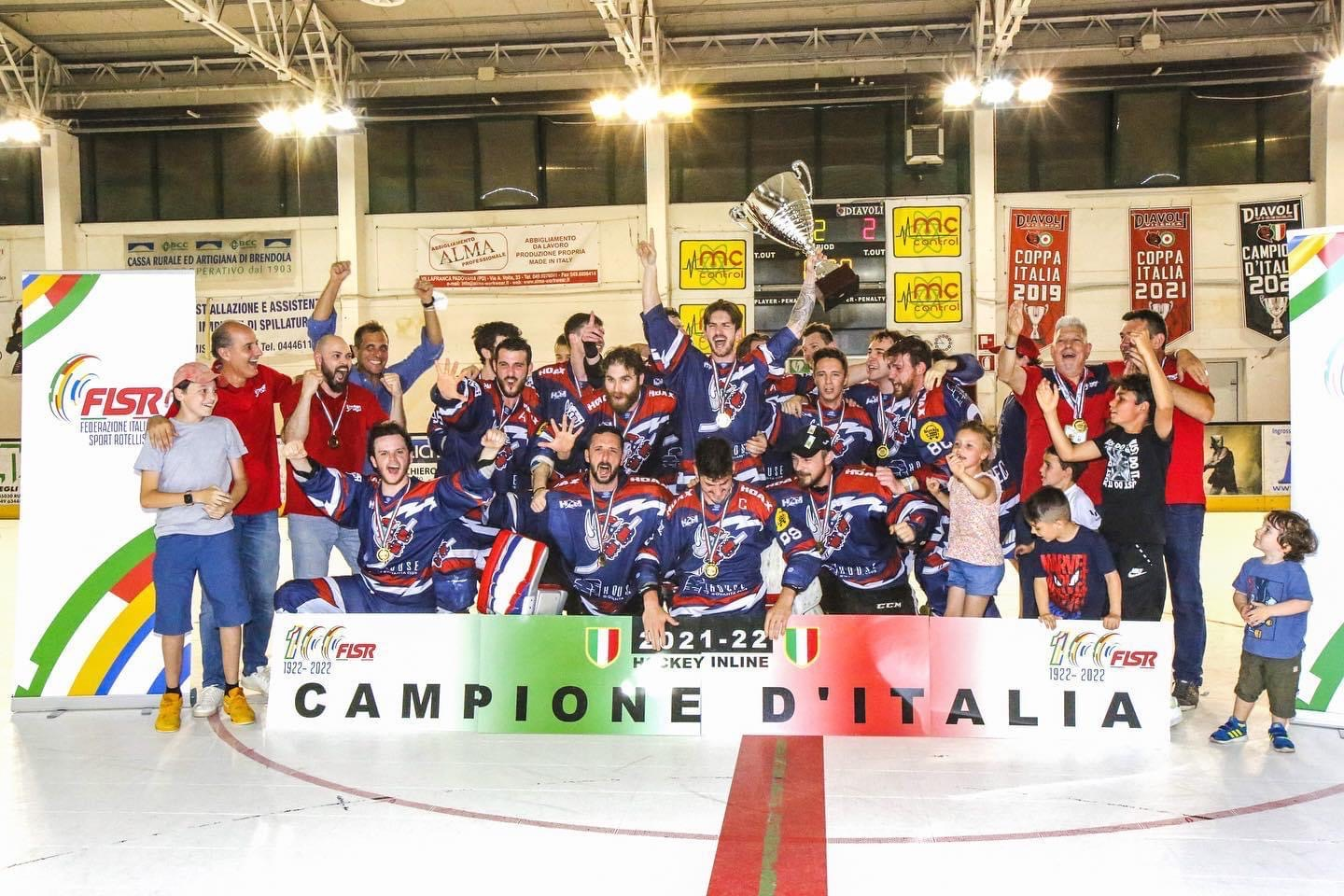
Maggio'22 HCM Campione per la 10ª volta

Il decennio degli anni '20 vide il ritorno del campionato di serie A dopo lo stop dell'anno precedente dovuto alla pandemia di COVID-19. Il Milano faticò più del previsto durante la stagione regolare arrivando al 4º posto in classifica generale e 3º nel master round qualificandosi per i play-off dove comunque raggiunge la nona finale scudetto consecutiva, ma perse alla fine di 5 gare emozionanti dagli storici rivali dei Diavoli Vicenza già vincitori della Coppa Italia, sempre contro i meneghini. Nel torneo 2021-2022 il Milano riprese la sua marcia e andò a vincere il decimo titolo sempre contro Vicenza, titolo che consentì alla squadra milanese di fregiarsi della stella d'oro per i 10 campionati vinti, prima squadra nell'hockey in-line a riuscirci. 

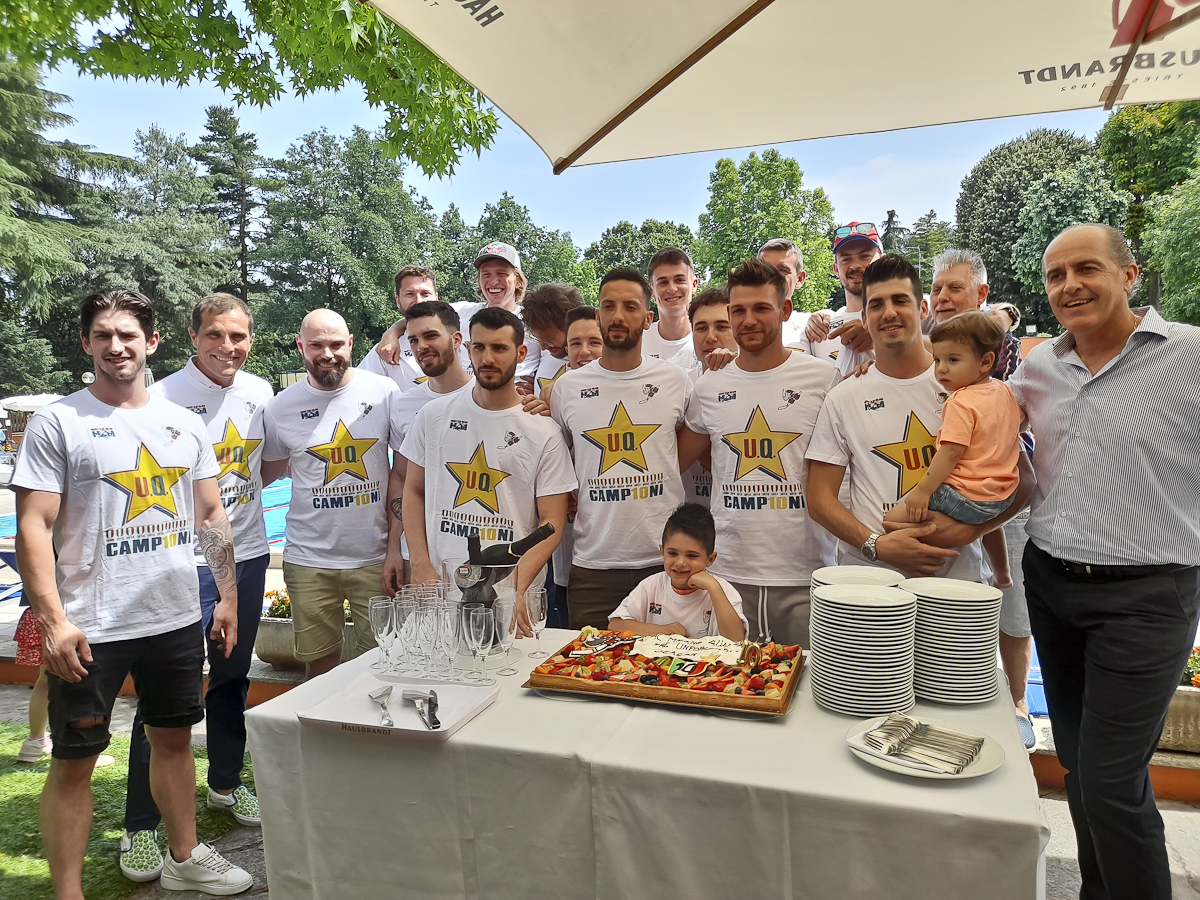
Festa della stella

 La stagione vide l'ottavo trionfo sia in Coppa Italia che in Supercoppa italiana sempre contro i vicentini. 
Nella stagione 2022-23 è sempre lotta a due con i Diavoli di Vicenza: Milano riesce a vincere la nona Coppa Italia e la nona Supercoppa ma cede a Vicenza lo scettro di campione d'Italia perdendo la finale scudetto per 3 a 1. In Eurolega Milano si ferma alle semifinali contro gli spagnoli del Molina futuri campioni.

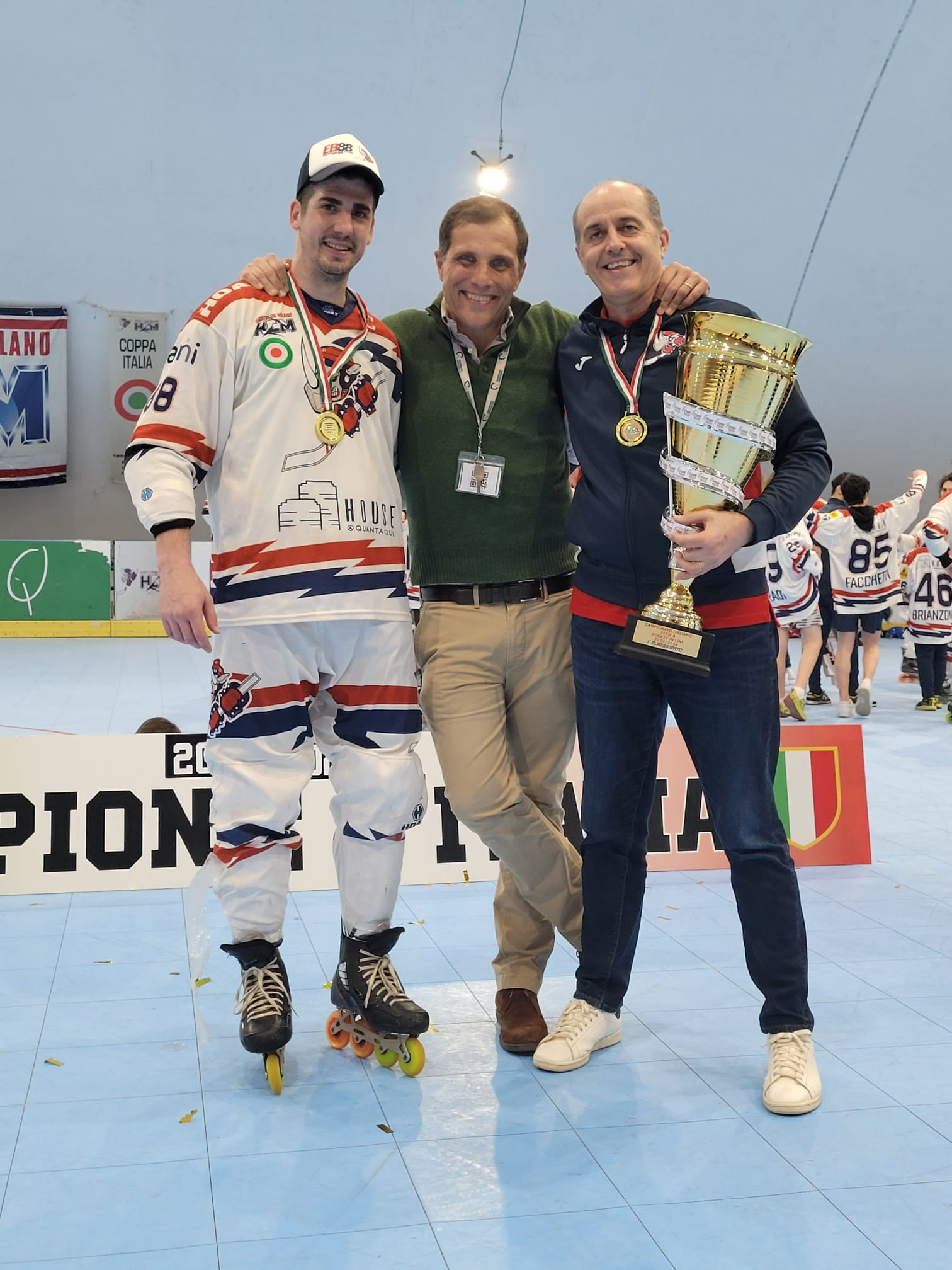
Uele Banchero, Illo Quintavalle e Riki Tessari con la coppa 2023-2024

Il 2023-24 si apre con la vittoria della Supercoppa italiana contro gli Asiago Vipers all'overtime per 5-4. È la decima supercoppa italiana. Sconfitta in finale di Coppa Italia, la squadra milanese si rifa in finale playoff alla fine di una battaglia epica vinta con un gol di Alessio Lettera all'ultimo secondo dell'overtime nella decisiva gara 5.

Dalla stagione 2021-22 nasce la formazione femminile dell'HC Milano che nella stagione 2022-23 vince la Coppa Italia e il campionato. La stagione 2023-24 si apre con il successo su Civitavecchia nella Supercoppa italiana e si chiude con il 2ºScudetto consecutivo vinto in finale contro i Diavoli Vicenza in modo perentorio.

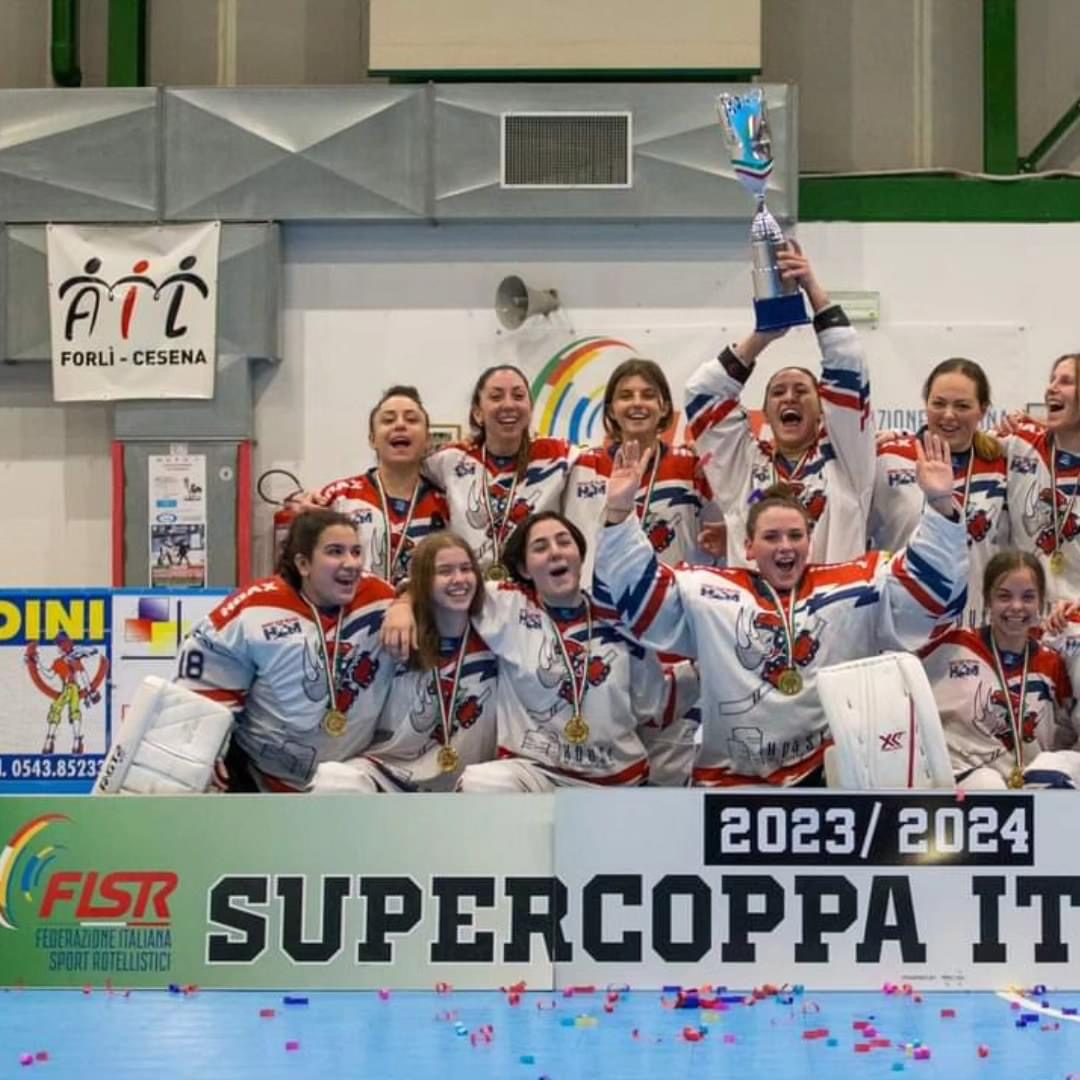
Supercoppa Italiana femminile Nov'23

## Cronistoria
| Cronistoria dell'Hockey Club Milano |
| --- |
| - 1995 · Fondazione dell'A.S.D. Hockey Club Milano 24. - 1995-1996 · 2º in Serie A, finale dei play-off scudetto 2º nel Campionato italiano di hockey in-line. - 1996-1997 · 1º in Serie A, finale dei play-off scudetto. Semifinale del Campionato italiano di hockey in-line. Cessa l'attività di hockey su ghiaccio e si dedica esclusivamente a quella di hockey in-line. - 1998-1999 · Campione d'Italia (1º titolo). Vince la Coppa Italia (1º titolo). - 2000 · Rinuncia a partecipare alla serie A1. Viene praticata solo attività giovanile. - 2000-2001 · Attività giovanile. - 2001-2002 · Attività giovanile. - 2002-2003 · Attività giovanile. - 2003-2004 · Serie B. Promosso in Serie A2. - 2004-2005 · 2º nel girone A in Serie A2. - 2005-2006 · 1º nel girone A in Serie A2. Promosso in Serie A1. - 2006 · Assume la denominazione Hockey Club Milano Quanta. - 2006-2007 · 3º nel girone A in Serie A1, quarti di finale dei play-off scudetto. - 2007-2008 · 3º in Serie A1, semifinale dei play-off scudetto. ? di Coppa Italia. - 2008-2009 · 5º in Serie A1, quarti di finale dei play-off scudetto. Quarti di finale di Coppa Italia. - 2009-2010 · 7º in Serie A1. Semifinale di Coppa Italia. - 2010-2011 · 3º in Serie A1, semifinale dei play-off scudetto. Finale di Coppa Italia. - 2011-2012 · Campione d'Italia (2º titolo). Seconda fase a gironi di Coppa Italia. Finale di Supercoppa italiana. - 2012-2013 · Campione d'Italia (3º titolo). Vince la Coppa Italia (2º titolo). Vince la Supercoppa italiana (1º titolo). - 2013-2014 · Campione d'Italia (4º titolo). Vince la Coppa Italia (3º titolo). Vince la Supercoppa italiana (2º titolo). - 2014-2015 · Campione d'Italia (5º titolo). Vince la Coppa Italia (4º titolo). Vince la Supercoppa italiana (3º titolo). - 2015-2016 · Campione d'Italia (6º titolo). Vince la Coppa Italia (5º titolo). Seconda fase a gironi di Coppa FIHP. Finale di Supercoppa italiana. Semifinale di Eurolega. - 2016-2017 · Campione d'Italia (7º titolo). Vince la Coppa Italia (6º titolo). Vince la Coppa FIPH (1º titolo). Vince la Supercoppa italiana (4º titolo). Prima fase di Eurolega. Vince la President Cup (1º titolo). - 2017-2018 · Campione d'Italia (8º titolo). Vince la Coppa Italia (7º titolo). Vince la Coppa FIRS (2º titolo). Vince la Supercoppa italiana (5º titolo). Finale di Eurolega. - 2018-2019 · Campione d'Italia (9º titolo). Finale di Coppa Italia. Vince la Coppa FIRS (3º titolo). Vince la Supercoppa italiana (6º titolo). Finale di Eurolega. - 2019-2020 · 1º in Serie A. Superfinal di Coppa Italia. Final four di Coppa FIRS. Vince la Supercoppa italiana (7º titolo). - 2020-2021 · 4º in Serie A1, 3º al Master Round, finale dei play-off scudetto. Finale di Coppa Italia. - 2021-2022 · Campione d'Italia (10º titolo). Vince la Coppa Italia (8º titolo). Vince la Supercoppa italiana (8º titolo). - 2022 · Assume la denominazione Hockey Club Milano. - 2022-2023 · 2º in Serie A, 2º al Master Round, finale dei play-off scudetto. Vince la Coppa Italia (9º titolo). Vince la Supercoppa italiana (9º titolo). Semifinale di Eurolega. Campione d'Italia femminile (1º titolo) Vince la Coppa Italia femminile (1º titolo). - 2023-2024 · Campione d'Italia (11º titolo). Vince la Supercoppa italiana (10º titolo). Campione d'Italia femminile (2º titolo) Vince la Supercoppa italiana femminile (1º titolo). |

## Strutture
Durante le stagioni 1995-1996 e 1996-1997 per svolgere l'attività di hockey su ghiaccio il club disputò le proprie gare presso lo Stadio del ghiaccio Agorà di Milano. Dopo aver cessato tale attività il Milano praticò solo con la squadra di hockey in-line; dal 2006 le gare casalinghe vengono disputate presso il complesso sportivo Quanta Club a Milano.

## Palmarès

### Competizioni nazionali
- Campionato italiano: 11 (record)

1998-1999, 2011-2012, 2012-2013, 2013-2014, 2014-2015, 2015-2016, 2016-2017, 2017-2018, 2018-2019, 2021-2022 
2023-2024
- Campionato italiano femminile: 2 (record)

2022-2023, 2023-2024
- Coppa Italia: 9 (record)

1998-1999, 2012-2013, 2013-2014, 2014-2015, 2015-2016, 2016-2017, 2017-2018, 2021-2022, 2022-2023
- Coppa Italia femminile: 1 (record)

2022-2023
- Coppa FIRS: 3 (record)

2016-2017, 2017-2018, 2018-2019
- Supercoppa italiana: 10 (record)

2012, 2013, 2014, 2016, 2017, 2018, 2019, 2021, 2022, 2023
- Supercoppa italiana femminile: 1 (record)

2023

### Competizioni internazionali
- President Cup: 1 (record italiano)

2017

## Statistiche

### Partecipazione ai campionati
| Livello | Categoria           | Partecipazioni | Debutto   | Ultima stagione | Totale |
| ------- | ------------------- | -------------- | --------- | --------------- | ------ |
| 1º      | Campionato italiano | 2              | 1996      | 1997            | 20     |
| 1º      | Serie A1            | 11             | 1998-1999 | 2015-2016       | 20     |
| 1º      | Serie A             | 7              | 2016-2017 | 2022-2023       | 20     |
| 2º      | Serie A2            | 2              | 2004-2005 | 2005-2006       | 2      |
| 3º      | Serie B             | 1              | 2003-2004 | 2003-2004       | 1      |

### Partecipazioni alle coppe nazionali
| Competizione        | Partecipazioni | Debutto   | Ultima stagione |
| ------------------- | -------------- | --------- | --------------- |
| Coppa Italia        | 17             | 1998-1999 | 2022-2023       |
| Supercoppa italiana | 12             | 2011      | 2023            |
| Coppa FIPH/FIRS     | 5              | 2015-2016 | 2019-2020       |

### Partecipazioni alle coppe internazionali
| Competizione  | Partecipazioni | Debutto | Ultima stagione |
| ------------- | -------------- | ------- | --------------- |
| Eurolega      | 5              | 2016    | 2023            |
| President Cup | 1              | 2017    | 2017            |